# 시알산
시알산(Sialic acid)은 9개의 탄소 주쇄를 가진 케토산 당의 한 종류이다. "시알산"이라는 용어는 스웨덴의 생화학자 구나르 블릭스가 1952년에 처음 도입했다. 이 그룹의 가장 흔한 구성원은 동물 및 일부 원핵생물에서 발견되는 N-아세틸뉴라민산 (Neu5Ac 또는 NANA)이다.
시알산은 동물 조직에 널리 분포하며, 관련 형태는 일부 미세 조류, 박테리아, 고세균과 같은 다른 유기체에서는 그 분포 정도가 적다. 시알산은 일반적으로 당단백질, 당지질 또는 강글리오사이드의 일부이며, 세포 표면 또는 가용성 단백질의 당 사슬 끝 부분을 장식한다. 하지만 시알산은 초파리 배아 및 다른 곤충에서도 관찰되었다. 일반적으로 식물은 시알산을 함유하거나 나타내지 않는 것으로 보인다.
인간의 뇌는 시알산 함량이 가장 높으며, 시알산은 시냅스 형성에서 신경 전달 및 강글리오사이드 구조에 중요한 역할을 한다. 50종 이상의 시알산이 알려져 있으며, 이들 모두 아미노기 또는 하이드록시 그룹 중 하나를 치환함으로써 뉴라민산 분자로부터 얻을 수 있다. 일반적으로 아미노기는 아세틸기 또는 글리코일기를 가지지만, 다른 변형도 설명되었다. 이러한 변형은 연결과 함께 조직 특이적이고 발달적으로 조절되는 발현을 보였으며, 따라서 일부는 특정 세포의 특정 유형의 당접합체에서만 발견된다. 하이드록실 치환기는 상당히 다양할 수 있으며, 아세틸, 락틸, 메틸, 황산염, 인산염 그룹이 발견되었다.

뉴라민산 (Neu). 이 뉴라민산의 N- 또는 O-치환 유도체는 대부분의 시알산을 형성한다.

## 구조
시알산 계열은 9탄당인 뉴라민산의 많은 유도체를 포함하지만, 이들 산은 자연에서 거의 자유롭게 나타나지 않는다. 일반적으로 뮤신, 당단백질, 당지질의 올리고당 사슬 구성 요소로 발견되며, 외부 및 내부 막 영역의 복잡한 탄수화물 말단에 위치하여 매우 잘 노출되어 중요한 기능을 수행한다.
탄소 원자의 번호 매기기는 카르복실산 탄소에서 시작하여 사슬을 따라 계속된다. 카르복실산이 축 위치에 있는 형태는 알파-아노머이다.
알파-아노머는 시알산이 당에 결합될 때 발견되는 형태이다. 하지만 용액에서는 주로 (90% 이상) 베타-아노머 형태로 존재한다. 시알산 용액을 약 90% 베타/10% 알파의 평형 위치로 빠르게 평형 상태로 만들 수 있는 시알산 변형효소 활성을 가진 박테리아 효소 NanM이 발견되었다.
다른 동물과 달리 인간은 시알산 변이체인 N-글리코일뉴라민산 (Neu5Gc)을 유전적으로 생산할 수 없다. 그러나 인간 조직에서 발견되는 소량의 Neu5Gc는 외부 (영양) 공급원으로부터 통합될 수 있다.

## 생합성
시알산은 글루코사민 6 인산과 아세틸-CoA에 의해 전달 효소를 통해 합성되어 N-아세틸글루코사민-6-P를 생성한다. 이것은 에피머화를 통해 N-아세틸만노사민-6-P가 되며, 이는 포스포엔올피루브산과 반응하여 N-아세틸뉴라민산-9-P (시알산)을 생성한다. 세포의 올리고당 생합성 과정에 들어가기 위해 활성화되려면, 사이티딘 삼인산에서 유래하는 단일 인산 뉴클레오사이드가 첨가되어 시알산은 사이티딘 모노포스페이트-시알산 (CMP-시알산)으로 변환된다. 이 화합물은 동물 세포의 핵에서 합성된다.
박테리아 시스템에서 시알산은 알돌레이스에 의해서도 생합성될 수 있다. 예를 들어 이 효소는 기질로 만노스 유도체를 사용하여 피루브산으로부터 3개의 탄소를 결과적인 시알산 구조에 삽입한다. 이 효소는 시알산 유도체의 화학효소적 합성에 사용될 수 있다.

## 기능
시알산을 포함하는 당단백질 (시알로당단백질)은 인간 및 다른 유기체에서 셀렉틴과 결합한다. 전이성 암 세포는 종종 시알산이 풍부한 당단백질을 고밀도로 발현한다. 세포 표면에 시알산이 과발현되면 세포막에 음전하가 생성된다. 이것은 세포 간 반발력을 생성하고 이러한 후기 단계 암세포가 혈류로 진입하는 것을 돕는다. 최근 실험에서는 암세포에서 분비되는 세포외기질에 시알산이 존재함이 입증되었다.
표면 막에서 발견되는 당접합체(당지질, 당단백질, 프로테오글리칸)의 시알산이 풍부한 올리고당은 세포 표면에 물을 유지하는 데 도움을 준다. 시알산이 풍부한 영역은 세포 표면에 음전하를 생성하는 데 기여한다. 물은 두 수소 원자에 부분적인 양전하를 가진 극성 분자이기 때문에 세포 표면 및 막에 끌린다. 이는 또한 세포액 흡수에도 기여한다.
시알산 잔기는 점액의 뮤신 당단백질에 존재한다.
시알산은 숙주 세포 또는 박테리아 표면의 만노스 항원을 만노스 결합 렉틴으로부터 "숨길" 수 있다. 이는 보체계 활성화를 방지한다.
폴리시알산 형태의 시알산은 신경세포 부착 분자 (NCAM)에서 발생하는 비정상적인 번역 후 변형이다. 시냅스에서 폴리시알산의 강한 음전하는 세포의 NCAM 교차 결합을 방지한다.
거세된 쥐에게 에스트로겐을 투여하면 질의 시알산 함량이 용량 의존적으로 감소한다. 반대로 쥐 질의 시알산 함량은 에스트로겐 효능의 척도이다. 참고 물질은 피하 투여용 에스트라디올과 경구 투여용 에티닐에스트라다이올이다.

## 면역
시알산은 척추동물 및 일부 무척추동물의 모든 세포 표면에서 발견되며, 척추동물과 상호작용하는 특정 박테리아에서도 발견된다.
아데노바이러스(아데노바이러스)의 Ad26, 로타바이러스(로타바이러스과) 및 인플루엔자바이러스(오르토믹소바이러스과)와 같은 많은 바이러스는 숙주 시알화된 구조를 사용하여 표적 숙주 세포에 결합할 수 있다. 시알산은 고도로 보존되어 있으며 거의 모든 세포에 풍부하게 존재하기 때문에 이러한 바이러스에 좋은 표적이 된다. 놀랍지 않게도 시알산은 여러 인간 바이러스 감염에서도 중요한 역할을 한다. 인플루엔자바이러스는 표면에 헤마글루티닌(HA) 활성 당단백질을 가지고 있으며, 이는 인간 적혈구 표면과 상기도 세포막에서 발견되는 시알산과 결합한다. 이는 바이러스가 혈액 세포와 혼합될 때 발생하는 혈구 응집 및 상기도 세포로의 바이러스 진입의 기초가 된다. 널리 사용되는 항인플루엔자 약물인 오셀타미비르와 자나미비르는 뉴라미니데이스 바이러스 효소를 억제하여 감염된 세포에서 새로 생성된 바이러스가 방출되는 것을 방해하는 시알산 유사체이다.
일부 박테리아도 숙주 시알화된 구조를 결합 및 인식을 위해 사용한다. 예를 들어 자유 시알산은 폐렴구균과 같은 특정 박테리아에게 신호로 작용할 수 있다는 증거가 있다. 자유 시알산은 박테리아가 서식하기에 적합한 척추동물 환경에 도달했음을 인식하는 데 도움이 될 수 있다. 5번 위치의 N-글리코실 그룹 또는 측쇄의 O-아세틸 그룹과 같은 시알산의 변형은 박테리아 시알리다아제의 작용을 감소시킬 수 있다. 

## 대사
시알산의 합성 및 분해는 세포의 다른 구획에 분산되어 있다. 합성은 세포질에서 시작되며, 여기서 N-아세틸만노사민 6 인산과 포스포엔올피루브산은 시알산을 생성한다. 이후, Neu5Ac 9 인산은 핵에서 CMP-Neu5Ac 신타아제를 통해 사이티딘 삼인산 (CMP) 잔기에 의해 활성화된다. 시알산과 다른 화합물 사이의 연결은 α 결합인 경향이 있지만, 이 특정 결합은 β 결합인 유일한 결합이다. CMP-Neu5Ac는 소포체 또는 골지체로 운반되어 올리고당 사슬로 전이되어 새로운 당접합체가 된다. 이 결합은 O-아세틸화 또는 O-메틸화에 의해 변형될 수 있다. 당접합체가 성숙되면 세포 표면으로 운반된다.
시알리다아제는 시알산 이화작용에서 가장 중요한 효소 중 하나이다. 이 효소는 세포 표면 또는 혈청 시알로당접합체에서 시알산 잔기를 제거할 수 있다. 일반적으로 고등 동물에서는 분해될 가능성이 있는 당접합체가 세포 내 섭취에 의해 포획된다. 후기 엔도솜이 리소좀과 융합된 후, 리소좀 시알리다아제는 시알산 잔기를 제거한다. 이러한 시알리다아제의 활성은 O-아세틸 그룹 제거에 기반한다. 자유 시알산 분자는 리소좀 막을 통해 세포질로 운반된다. 거기서 재활용되어 골지체에서 또 다른 신생 당접합체 분자를 형성하기 위해 다시 활성화될 수 있다. 시알산은 세포질 효소 아실뉴라민산 분해효소에 의해 아실만노사민과 피루브산으로 분해될 수도 있다.
일부 심각한 질병은 시알산 대사와 관련된 일부 효소의 존재 또는 부재에 따라 달라질 수 있다. 시알리도시스 및 NANS 유전자의 돌연변이로 인한 시알산 결핍증 (아래 참조)은 이러한 유형의 장애의 예이다.

## 뇌 발달
시알산이 보충된 쥐 새끼는 성체가 되었을 때 학습 및 기억 능력이 향상되었다. 고용량의 시알산을 섭취한 새끼 돼지에서 식이 시알산 보충과 인지 기능 사이의 관계가 관찰되었다.

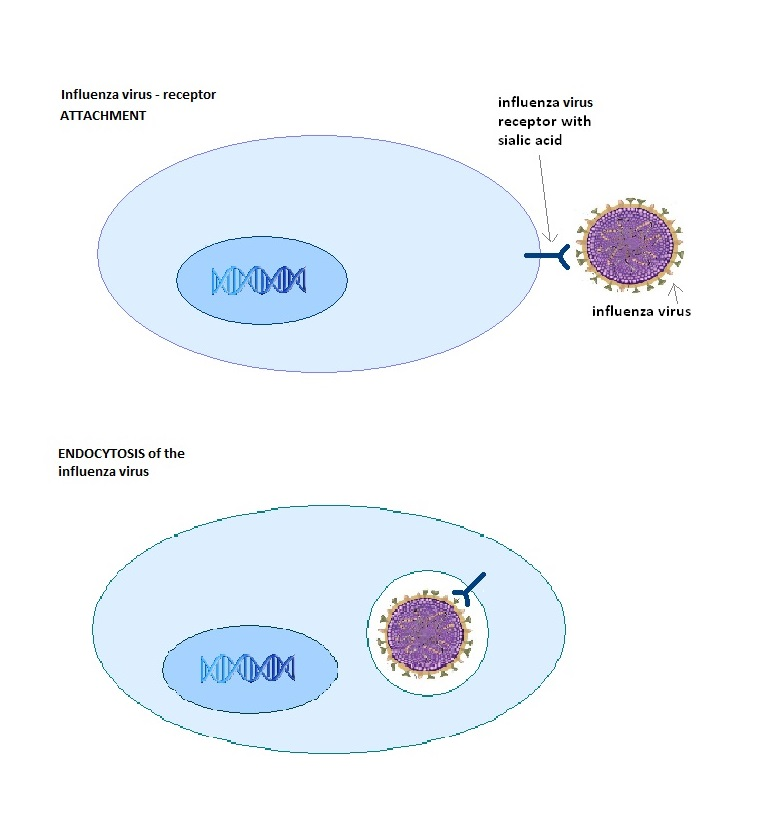
인플루엔자바이러스가 세포내 이입을 통해 세포로 들어가는 방식

## 질병
시알산은 인간에서 관찰되는 여러 가지 다른 질병과 관련이 있다.

### NANS 유전자 돌연변이로 인한 시알산 결핍증
인간의 시알산 합성 유전자 N-아세틸뉴라민산 합성효소 (NANS)의 이형 접합 열성 돌연변이는 지적 장애와 저신장을 특징으로 하는 심각한 질병을 유발할 수 있으며, 이는 뇌 발달에서 시알산의 중요성을 강조한다. 경구 투여된 시알산의 단기 보충 요법은 생화학적 매개변수에 유의미한 유익한 효과를 보이지 못했다.

### 살라병
살라병은 자유 시알산 축적 장애 중 가장 가벼운 형태로 여겨지는 극히 드문 질환이지만 소아형은 공격적인 변형으로 간주되며 이 질환을 앓는 사람들은 정신 지체를 겪는다. 이는 6번 염색체의 돌연변이로 인한 상염색체 열성 질환이다. 주로 신경계에 영향을 미치며 리소좀 막에 위치한 특정 시알산 운반체의 결핍으로 인한 리소좀 저장 불규칙성으로 발생한다. 현재 이 질병에 대한 치료법은 없으며 증상 조절에 초점을 맞춘 지지 치료가 이루어진다.

### 죽상경화증
죽상경화증 유발과 관련이 있는 LDL 콜레스테롤의 하위 분획은 시알산 수치가 감소한다. 여기에는 작고 고밀도인 LDL 입자와 음성 전하를 띤 LDL이 포함된다. 작고 고밀도인 LDL 입자의 시알산 수치 감소는 동맥 벽의 프로테오글리칸에 대한 입자의 친화도를 증가시킨다.

### 인플루엔자
모든 인플루엔자바이러스 A형 균주는 세포와 연결하기 위해 시알산이 필요하다. 인플루엔자바이러스 A형의 종류에 따라 친화도가 다른 여러 형태의 시알산이 있다. 이러한 다양성은 어떤 종이 감염될 수 있는지를 결정하는 중요한 사실이다. 특정 인플루엔자바이러스 A형가 시알산 수용체에 의해 인식되면 세포는 바이러스를 세포내 이입하는 경향이 있어 세포가 감염된다.

## 원핵생물의 시알산 및 기타 비울론산 (NulOs)
시알산은 척추동물 조직에 매우 풍부하며 다양한 생물학적 과정에 관여한다. 원래 후구 동물 계통에서 발견되었지만, 시알산은 사실 더 오래된 9탄소 골격을 가진 단당류 패밀리인 비울론산 (NulOs)의 하위 집합으로 간주될 수 있으며, 이는 최근에 유박테리아 및 고세균에서도 발견되었다.
많은 병원성 박테리아는 시알산을 세포 표면 특징, 예를 들어 지질다당류 또는 캡슐 다당류에 통합하여 숙주의 선천 면역 반응을 회피하는 데 도움을 받는다.
최근 게놈 수준 연구는 서열이 분석된 미생물 게놈의 대규모 세트를 조사했으며, 비울론산 (NulOs)을 생산하는 생합성 경로가 이전에 알려진 것보다 생명체의 계통 발생 나무에 걸쳐 훨씬 더 널리 분포되어 있음을 시사했다. 이 발견은 또한 최근의 렉틴 염색 연구 및 원핵생물 비울론산에 대한 분자 수준 조사를 통해 많은 비병원성 및 순수 환경 균주도 박테리아 시알산 (NulOs)을 생산한다는 것을 보여줌으로써 뒷받침된다. 일부 (아나목스) 박테리아는 매우 산성인 알파-케토산 그룹 외에도 (중화시키는) 염기성 그룹 (자유 아민)을 나타내는 NulOs를 생산한다. 유사한 세포 표면 시알산은 C5에서 자유 아민을 생성하여 C1의 음전하를 띤 카르복실 그룹을 중화하는 화학적 재구성을 통해 세포 표면 전하를 조작함으로써 생산되었다.

## 같이 보기
- 시알리도시스
- 시알로당단백질
- 시알릴전이효소
- 시글렉
- 오르토믹소바이러스과